# (643) Schéhérazade
Pour les articles homonymes, voir Shéhérazade (homonymie).
(643) Schéhérazade, désignation internationale (643) Scheherezade, est un astéroïde de la ceinture principale découvert par August Kopff le 8 septembre 1907.
Il a été ainsi baptisé en référence à Shéhérazade, personnage de fiction conteur du livre des Mille et une nuits.